# Манак Михаиловић
Манак Михаиловић је био посрбљени потомак македонског Цинцарина Манојла Манака који је наследио кућу у Београду на углу улица Краљевића Марка и Гаврила Принципа на Савском Венцу. Кућа у којој је живео састојала се из кафане у приземљу и боравка на спрату. Манак је остао познат по томе што је у Београд први довео Чешки женски оркестар, почетком ХХ века, што је била својеврсна атракција тог доба. Због његових заслуга, кућа у којој је живео названа је Манакова кућа и стављена је под заштиту државе.